# Avenue Lamoricière
Pour les articles homonymes, voir Lamoricière.
L'avenue Lamoricière est une voie située dans le quartier du Bel-Air du 12e arrondissement de Paris.

## Situation et accès
L'avenue Lamoricière débute au no 5, avenue Courteline et se termine au no 8, rue Fernand-Foureau.
Elle est accessible par la ligne de métro 1 à la station Porte de Vincennes et par la ligne 3a du tramway à l'arrêt Alexandra-David-Néel.

## Origine du nom
Elle porte le nom du général et homme politique Louis de Lamoricière (1806-1865), après l'Exposition coloniale internationale (1931) qui avait eu lieu dans le bois de Vincennes et de l'ouverture du Palais de la Porte Dorée.

## Historique
La voie a été ouverte et a pris sa dénomination actuelle en 1932, sur le tracé de l'enceinte de Thiers. Elle a été créée, comme les rues voisines, pour donner accès aux immeubles de type habitations à bon marché (HBM) de la ville de Paris, construits à la fin des années 1920 pour répondre à l'expansion démographique de la ville.
La voie était incluse dans la ZAC Porte-de-Vincennes.

## Bâtiments remarquables et lieux de mémoire
- L'école primaire Lamoricière.
- Fontaine Wallace (à l'angle de la rue Fernand-Foureau)

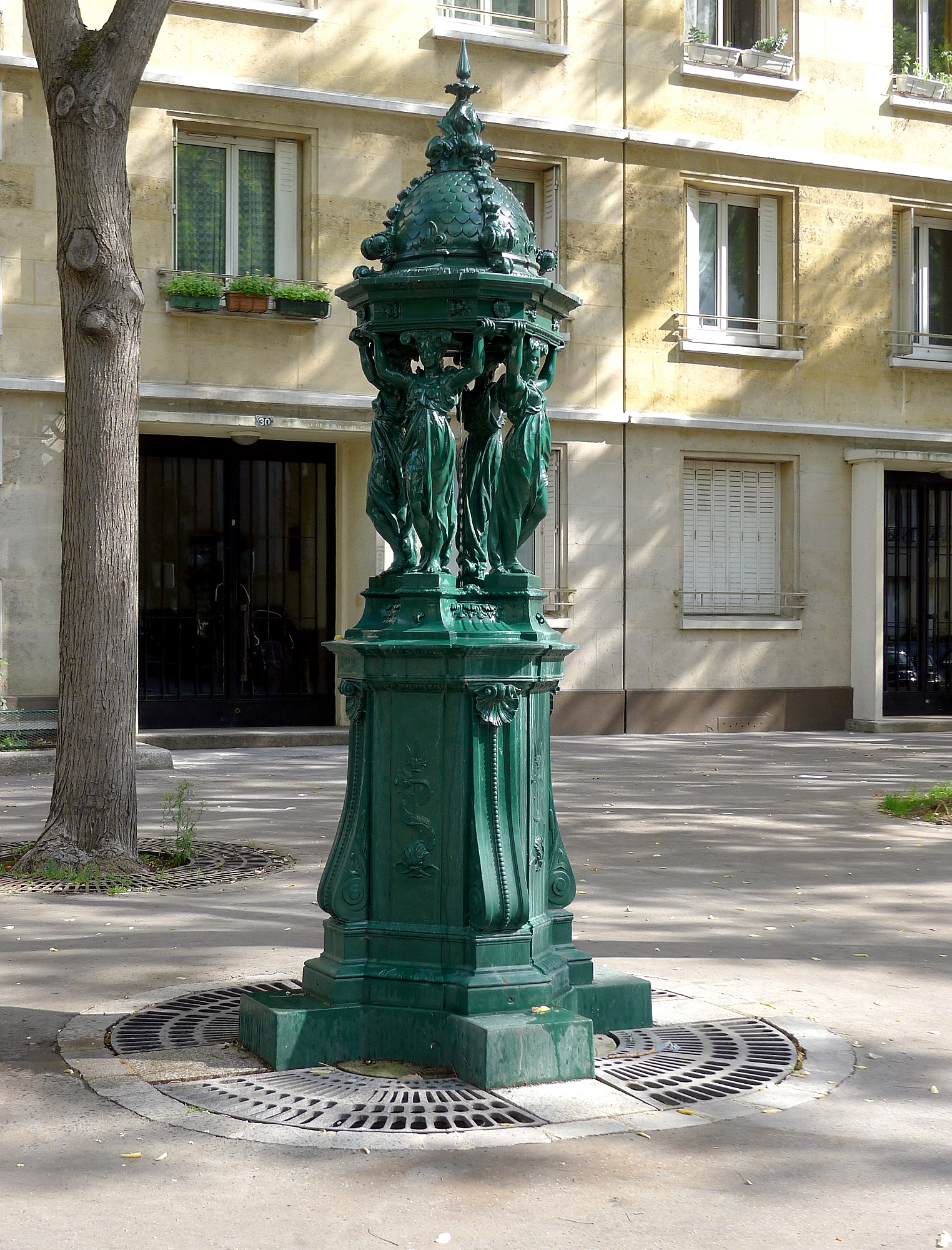
La fontaine Wallace.